# Rauret
Rauret ist eine französische Gemeinde mit 200 Einwohnern (Stand 1. Januar 2022) im Département Haute-Loire in der Region Auvergne-Rhône-Alpes (vor 2016 Auvergne). Die Gemeinde gehört zum Arrondissement Le Puy-en-Velay und zum Kanton Velay volcanique.

## Geografie
Rauret liegt etwa 25 Kilometer südsüdwestlich von Le Puy-en-Velay im Zentralmassiv am Allier, der die Gemeinde im Westen begrenzt. Umgeben wird Rauret von den Nachbargemeinden Saint-Haon im Norden, Landos im Norden und Nordosten, Saint-Étienne-du-Vigan im Osten und Südosten, Naussac-Fontanes im Süden und Südwesten sowie Saint Bonnet-Laval im Westen.

## Bevölkerungsentwicklung
| Jahr                       | 1962 | 1968 | 1975 | 1982 | 1990 | 1999 | 2006 | 2018 |
| Einwohner                  | 390  | 344  | 276  | 259  | 178  | 139  | 172  | 194  |
| Quellen: Cassini und INSEE |      |      |      |      |      |      |      |      |

## Sehenswürdigkeiten

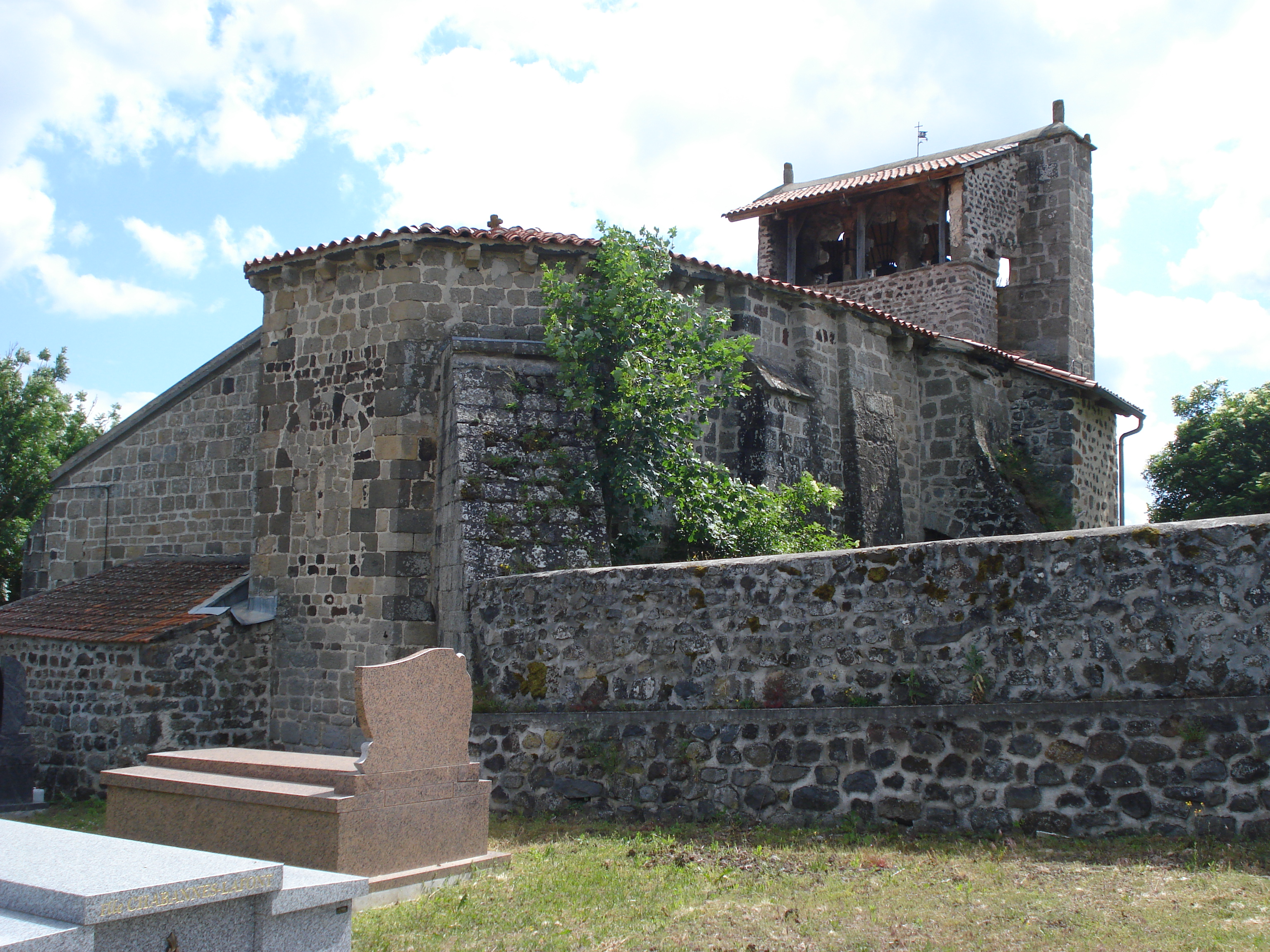
Himmelfahrts-Kirche
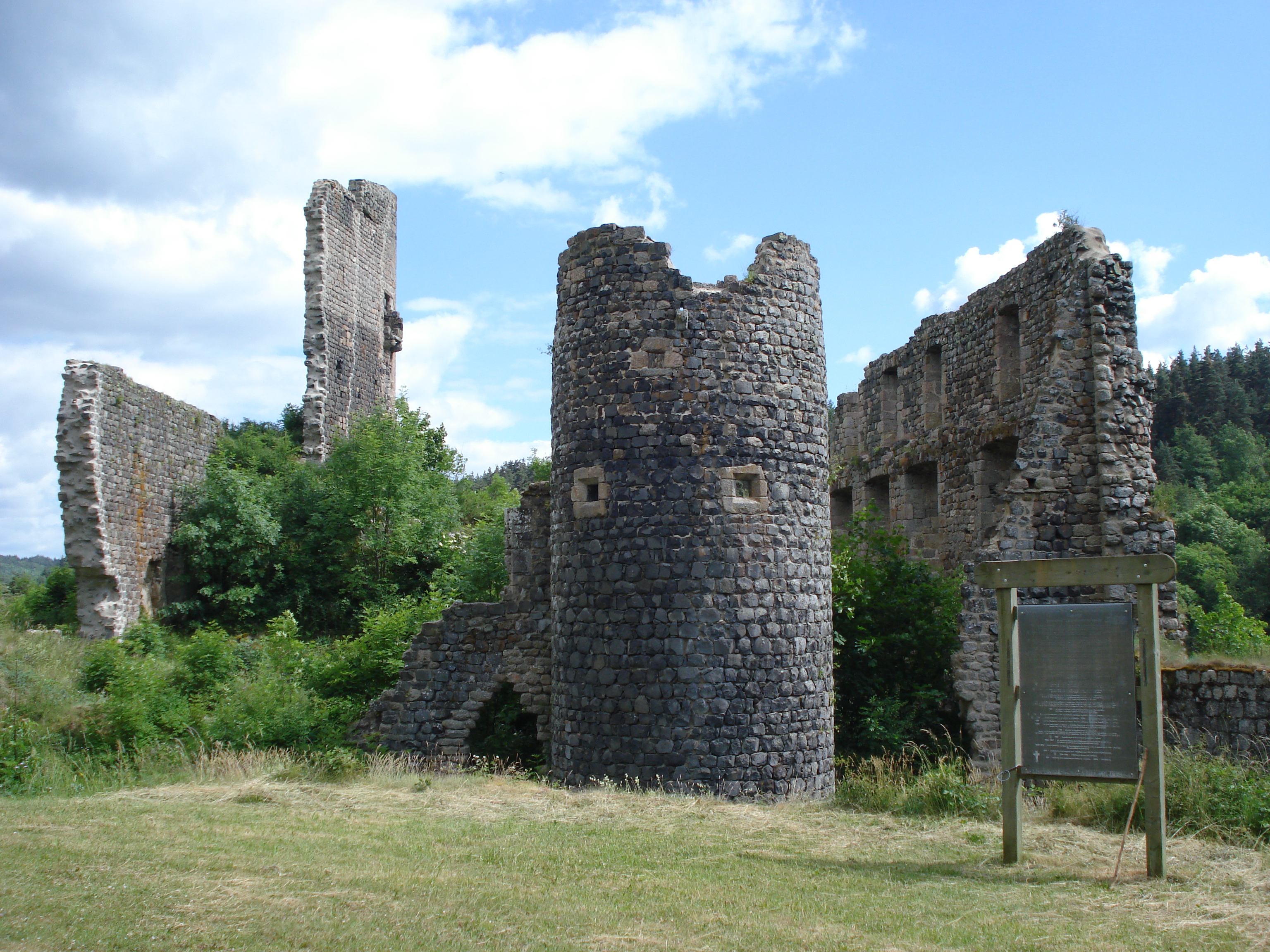
Burgruine Jonchères
- Schloss Jagonas
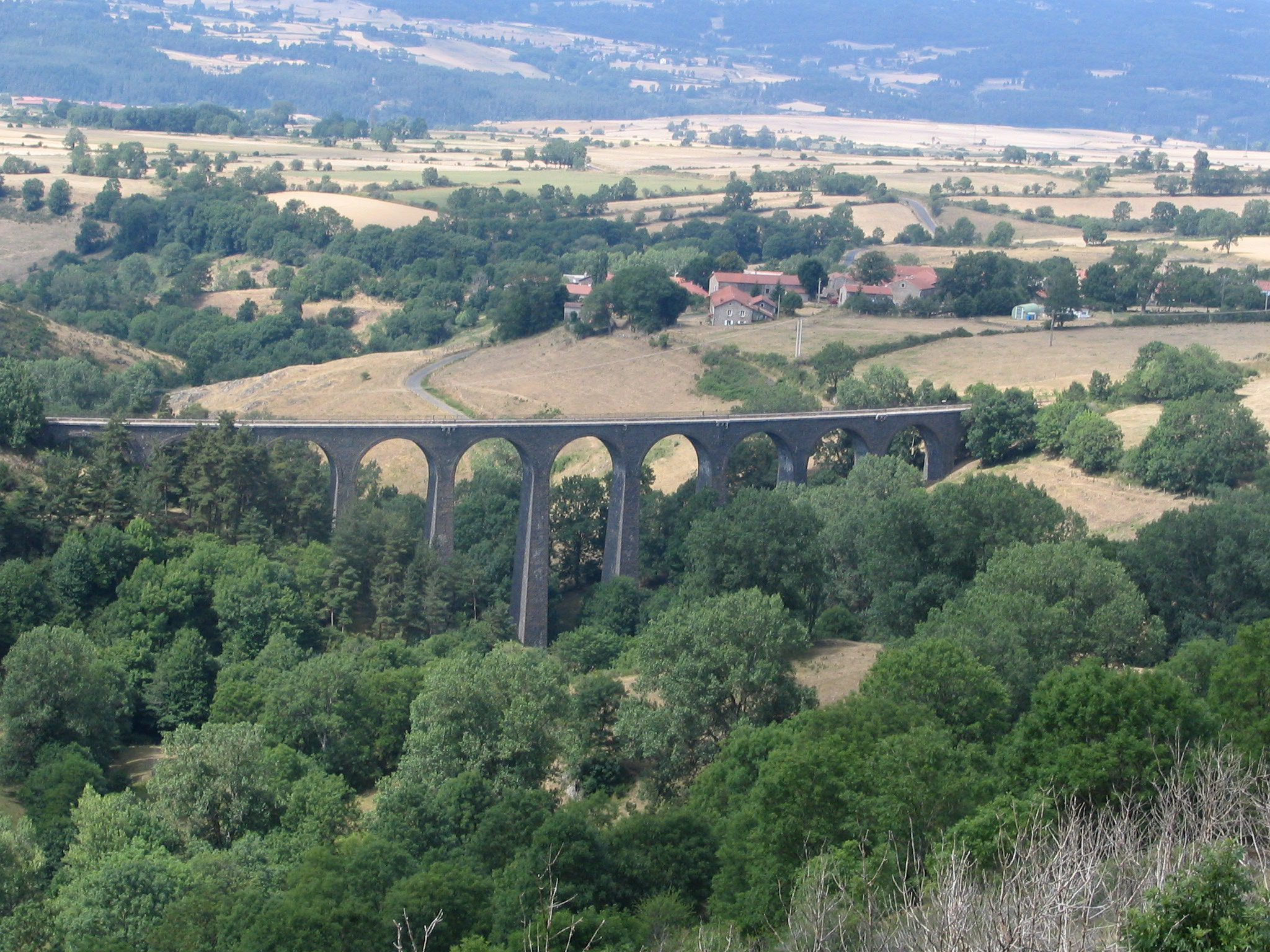
Viadukt von Arquejol

- Himmelfahrts-Kirche
- Burgruine von Jonchères
- Viadukt von Arquejol